# Capnioneura balcanica
Capnioneura balcanica är en bäcksländeart som beskrevs av Baumann och D. Kacanski 1975. Capnioneura balcanica ingår i släktet Capnioneura och familjen småbäcksländor.

## Underarter
Arten delas in i följande underarter:
- C. b. macedonica
- C. b. balcanica